# Équipe de Colombie des moins de 17 ans de football
Maillots
L'équipe de Colombie des moins de 17 ans est une sélection de joueurs de moins de 17 ans au début des deux années de compétition placée sous la responsabilité de la Fédération de Colombie de football. L'équipe a remporté une fois le Championnat des moins de 17 ans de la CONMEBOL, et a été par deux fois quatrième de la Coupe du monde des moins de 17 ans.

## Parcours au Championnat des moins de 17 ans de la CONMEBOL
- 1985 : 6e
- 1986 : 1er tour
- 1988 :  3e
- 1991 : 1er tour
- 1993 :  Vainqueur
- 1995 : 1er tour
- 1997 : 1er tour
- 1999 : 1er tour
- 2001 : 1er tour
- 2003 :  3e
- 2005 : 4e
- 2007 :  Finaliste
- 2009 : 4e
- 2011 : 5e
- 2013 : 1er tour
- 2015 : 6e
- 2017 : 4e
- 2019 : 1er tour
- 2023 : 1er tour

## Parcours en Coupe du monde des moins de 17 ans
- 1985 : Non qualifiée
- 1987 : Non qualifiée
- 1989 : 1er tour
- 1991 : Non qualifiée
- 1993 : 1er tour
- 1995 : Non qualifiée
- 1997 : Non qualifiée
- 1999 : Non qualifiée
- 2001 : Non qualifiée
- 2003 : Quatrième
- 2005 : Non qualifiée
- 2007 : Huitièmes-de-finale
- 2009 : Quatrième
- 2011 : Non qualifiée
- 2013 : Non qualifiée
- 2015 : Non qualifiée
- 2017 : Huitièmes-de-finale
- 2019 : Non qualifiée
- 2023 : Non qualifiée

## Palmarès
- Coupe du monde des moins de 17 ans :
  - Quatrième : 2003 et 2009.

- Championnat des moins de 17 ans de la CONMEBOL : 
  - Vainqueur : 1993.
  - Deuxième : 2007.

## Liste des joueurs en Coupe du monde
- Liste des joueurs pour la Coupe du monde des moins de 17 ans 2009

| Numéro / Nom       | Numéro / Nom     | Equipe actuelle        | Date de naissance | J.              |                 |                 |                 |                 |
| Gardiens de but    | Gardiens de but  | Gardiens de but        | Gardiens de but   | Gardiens de but | Gardiens de but | Gardiens de but | Gardiens de but | Gardiens de but |
| ------------------ | ---------------- | ---------------------- | ----------------- | --------------- | --------------- | --------------- | --------------- | --------------- |
| 1                  | Cristian Bonilla | Boyacá Chicó           | 20.6.1993         | 6               | 0               | 0               | 0               | 0               |
| 12                 | Johan Wallens    | Deportivo Cali         | 3.8.1992          | 0               | 0               | 0               | 0               | 0               |
| 21                 | Juan Chaverra    | Independiente Medellín | 12.12.1992        | 1               | 0               | 0               | 0               | 0               |
| Défenseurs         |                  |                        |                   |                 |                 |                 |                 |                 |
| 3                  | John Medina      | Atlético Nacional      | 14.6.1992         | 2               | 0               | 0               | 0               | 0               |
| 5                  | Juan Saiz        | Envigado FC            | 1.3.1992          | 6               | 0               | 1               | 0               | 0               |
| 6                  | Héctor Quiñones  | Deportivo Cali         | 17.3.1992         | 4               | 1               | 1               | 0               | 0               |
| 15                 | Santiago Arias   | La Equidad             | 13.01.1992        | 5               | 0               | 0               | 0               | 0               |
| 17                 | Alvaro Hungria   | Deportivo Cali         | 24.3.1992         | 2               | 0               | 1               | 0               | 0               |
| 19                 | Jeison Murillo   | Deportivo Cali         | 27.5.1992         | 5               | 1               | 2               | 0               | 0               |
| Milieux de terrain |                  |                        |                   |                 |                 |                 |                 |                 |
| 2                  | Daniel Santa     | Atlético Nacional      | 7.6.1992          | 4               | 0               | 0               | 0               | 0               |
| 4                  | Jhojan Caicedo   | Boyacá Chicó           | 30.9.1992         | 4               | 0               | 2               | 0               | 0               |
| 8                  | Gustavo Cuéllar  | Deportivo Cali         | 14.10.1992        | 6               | 2               | 1               | 0               | 0               |
| 9                  | Daniel Cataño    | Deportivo Rionegro     | 17.01.1992        | 2               | 0               | 2               | 0               | 0               |
| 13                 | Déiner Córdoba   | Deportivo Pereira      | 21.4.1992         | 6               | 1               | 1               | 0               | 0               |
| 14                 | Carlos Robles    | Deportes Quindío       | 16.5.1992         | 5               | 0               | 2               | 0               | 0               |
| 20                 | Stiven Mendoza   | América Cali           | 27.6.1992         | 6               | 0               | 1               | 0               | 0               |
| Attaquants         |                  |                        |                   |                 |                 |                 |                 |                 |
| 7                  | Fabián Castillo  | Deportivo Cali         | 17.6.1992         | 4               | 1               | 4               | 0               | 0               |
| 10                 | Jean Blanco      | Cúcuta Deportivo       | 6.4.1992          | 3               | 1               | 2               | 0               | 0               |
| 11                 | Wilson Cuero     | Los Millonarios        | 27.1.1992         | 6               | 0               | 0               | 0               | 0               |
| 16                 | Jorge Ramos      | Real Cartagena         | 2.10.1992         | 5               | 1               | 0               | 0               | 0               |
| 18                 | Christian Mafla  | Valledupar F.C.        | 15.1.1993         | 0               | 0               | 0               | 0               | 0               |
| Sélectionneur      |                  |                        |                   |                 |                 |                 |                 |                 |
|                    | Ramiro Viafara   | -                      |                   |                 |                 |                 |                 |                 |